# مارچلو بیلسا
مارچلو آلبرتو بیلسا (به اسپانیایی: Marcelo Alberto Bielsa) (زادهٔ ۲۱ ژوئیه ۱۹۵۵ در روزاریو) معروف به لوچو بیلسا (بیلسا دیوانه)  بازیکن سابق و سرمربی کنونی فوتبال اهل آرژانتین است که هدایت تیم ملی اروگوئه را برعهده دارد.
در جام جهانی ۲۰۰۲ مربی تیم ملی آرژانتین بود و از آن دوره که در اولین دور رقابت‌ها حذف شد، خاطرات تلخی دارد. با آنکه در دوران بازیگری پر فروغ نبود، اما در بین بازیکنان، مربیان و تماشاگران آرژانتینی احترام ویژه‌ای دارد.
در سال ۲۰۰۷ به عنوان سرمربی تیم ملی شیلی انتخاب شد و توانست تیم شیلی را در پایان رقابت‌های مقدماتی جام جهانی در آمریکای جنوبی در ردیف دوم قرار دهد و بعد از ۱۲ سال این تیم را به جام جهانی ۲۰۱۰ ببرد. پیروزی‌های چشمگیر شیلی در برابر آرژانتین، پرو، بولیوی، ونزوئلا، کلمبیا، پاراگوئه و اکوادور راه این تیم را به جام جهانی ۲۰۱۰ گشود.

## افتخارات

### به عنوان مربی
آرژانتین
- المپیک مدال طلا: مسابقات مردان ۲۰۰۴
- کوپا آمریکا نایب قهرمان: ۲۰۰۴

نیولز اولد بویز
- لیگ برتر آرژانتین: ۱۹۹۱, ۱۹۹۲
- جام لیبرتادورس: نایب قهرمان ۱۹۹۲

ولز سارسفیلد
- لیگ برتر آرژانتین: ۱۹۹۸[۱]

اتلتیک بیلبائو
- لیگ اروپا: نایب قهرمان ۲۰۱۱–۱۲
- کوپا دل ری: نایب قهرمان ۲۰۱۱–۱۲

انفرادی
- بهترین مربی تیم‌های ملی جهان از نگاه فدراسیون بین‌المللی تاریخ و آمار فوتبال: ۲۰۰۱
- بهترین مربی ماه چمپیونشیپ: اوت ۲۰۱۸

## فردی
- مربی سال آمریکای جنوبی به انتخاب کونمبول: ۲۰۰۹
- بهترین مربی ملی سال ۲۰۰۱ به انتخاب فدراسیون بین‌المللی تاریخ و آمار فوتبال